# Tassafarongai tengeri csata
A tassafarongai tengeri csatát az amerikai és a japán haditengerészet vívta a második világháború csendes-óceáni hadszínterén, 1942. november 30-án. Az ütközet az elsöprő amerikai erőfölény ellenére japán győzelemmel ért véget, de a Guadalcanalért folytatott csatározások kimenetelére nem volt számottevő hatása.

## Előzmények
Guadalcanal amerikai invázióját hat tengeri csata követte, az ötödik volt a tassafarongai. A negyedik, amelyet a szemben álló felek 1942. november 13-15-én vívtak, amerikai győzelmet hozott. A japánok két csata- és 11 erősítést szállító hajót vesztettek, és ez lett az utolsó nagyobb próbálkozásuk a szigeten harcoló alakulataik feltöltésére, habár a tervet nem adták fel. November 30-án Tanaka tengernagy nyolc rombolóval elhagyta Bougainville-t: közülük hat erősítést és felszerelést szállított, kettő pedig fedezetet biztosított. Az egymás mögött haladó hajók élén Tanaka zászlóshajója, a Naganami haladt.

## A két flotta
Az ütközetben részt vett amerikai hadműveleti egységet – Task Force 67 (TF67) Carleton H. Wright (1892-1973) ellentengernagy irányította, flottája négy nehézcirkálóból (USS New Orleans, USS Minneaplois, USS Pensacola, USS Northampton) egy nagy méretű könnyűcirkálóból (USS Honolulu) és négy rombolóból (USS Fletcher, USS Drayton, USS Maury, USS Perkins) állt. Zászlóshajója a USS Minneapolis cirkáló volt. Mögötte a USS New Orleans, a USS Pensacola, a USS Honolulu és a USS Northampton cirkáló, majd a USS Fletcher, a USS Perkins, a USS Maury és a USS Drayton romboló hajózott.
Az ütközetben amerikai részről két New Orleans, egy Pensacola és egy Northampton osztályú nehézcirkáló, egy Brooklyn osztályú nagy, azaz nehézcirkáló méretű könnyűcirkáló, egy Fletcher (USS Fletcher DD-445), két Mahan (USS Drayton DD-366, USS Perkins DD-377) és egy Gridley osztályú (USS Maury DD-401) romboló vett részt.
Kevéssel Tanaka vitorlabontása után az amerikaiak értesültek a japán hajókról, és Wright parancsot adott az összecsapásra. Az amerikaiai 22.25 órakor elhajóztak Guadalcanal északi része mellett, és nyugati irányban, a Tassafarongához közeli japán hídfő felé haladtak. A rombolók és a cirkálók ekkor két párhuzamos vonalban haladtak, elöl a rombolókkal. Tizenhárom perccel később az ellentengernagy 40 fokos irányváltásra adott parancsot, ami azt jelentette, hogy pontosan a japánok felé hajóztak.
Tanaka Raizo (1892-1969) ellentengernagy rombolóraja három Jugomo osztályú (Naganami, Takanami, Makinami), három Kagero osztályú (Kagero, Kurosio, Ojasio) és két Shiracuju (Szuzukaze, Kavakaze) típusú, azaz összesen nyolc rombolóból állt.

## Az ütközet

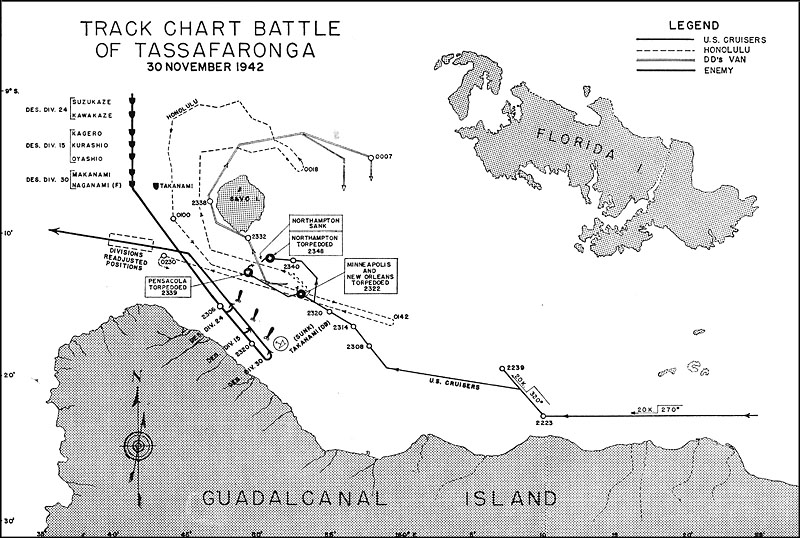
A sötétebb vonal jelzi a japán hajók mozgását

A japán hajók 23.06-kor tűntek fel a Minneapolis radarján. Dél-délkeleti irányban haladtak a part mentén Tassafaronga felé. Wright újabb manőverre adott parancsot, és hajói felvették korábbi alakzatukat, amelynek nyomán enyhén távolodni kezdtek a japánoktól, de egy 20 fokos fordulóval ezt kijavították. A két flotta egymással ellentétes irányban haladt, a japán az amerikaitól délre. A japánok nem tudtak az érkező amerikaiakról, arra készültek, hogy kitegyék a hídfőhöz érkező katonai alakulatokat. Wright a rombolóparancsnokok kérésére sem adott utasítást, hogy lőjék ki a torpedóikat, amikor elhaladnak az ellenség mellett. Tíz perccel később, mire kiadta a parancsot, a két flotta már elhagyta egymást. Súlyosbította rossz döntését azzal, hogy ágyútűzre adott utasítást, amivel felfedte hajói helyzetét.
Az amerikaiak meglepték a japánokat, de azok gyorsan válaszoltak. A Takanami rombolónak még sikerült kilőnie a torpedóit, mielőtt a USS Minneapolis 203 mm-es ágyúinak telitalálataitól elsüllyedt. Tanaka zászlóshajója, a Naganami és két másik romboló is torpedókat lőtt ki az amerikai vonal felé. Később a többi japán romboló is harcba lépett, majd nyugat felé haladtak tovább. 23.27-kor torpedótalálat érte a USS Minneapolis nehézcirkálót, majd a USS New Orleans nehézcirkáló. Az egyik torpedó az első lövegtoronyig leszakította a USS Minneapolis orrát. A USS New Orleans orrát egészen a második lövegtoronyig leszakította a torpedótalálat következtében felrobbant első lőszerraktár. A USS Pensacola nehézcirkáló kikerülte a két sérült társát, de találatot kapott, amint visszatért eredeti útvonalára. Két torpedó találta el a leghátul haladó USS Northampton nehézcirkálót is, amely hamarosan elsüllyedt. A másik három sérült egységet sikerült a legénységnek megmentenie, és biztonságban elérték Tulagit. A megrongálódott USS Minneaplois, USS New Orleans és USS Pensacola nehézcirkálók csak 1943-ban térhettek vissza a szolgálatba.

## Következmények
A tassafarongai csata nagy diadal volt a japánoknak, de nem volt számottevő hatása a guadalcanali harcokra. A Tokió Expressz, vagyis a japán csapaterősítést szállító konvojok még három alkalommal érték el a szigetet decemberben, de a harcoló alakulatokhoz csak kevés erősítés jutott el. 1943 januárjában a japánok Guadalcanal evakuálásáról döntöttek, és Új-Georgiába vonultak vissza, hogy ott tartóztassák fel az előrenyomuló szövetségeseket.

## Az ütközetben részt vevő amerikai hadihajók

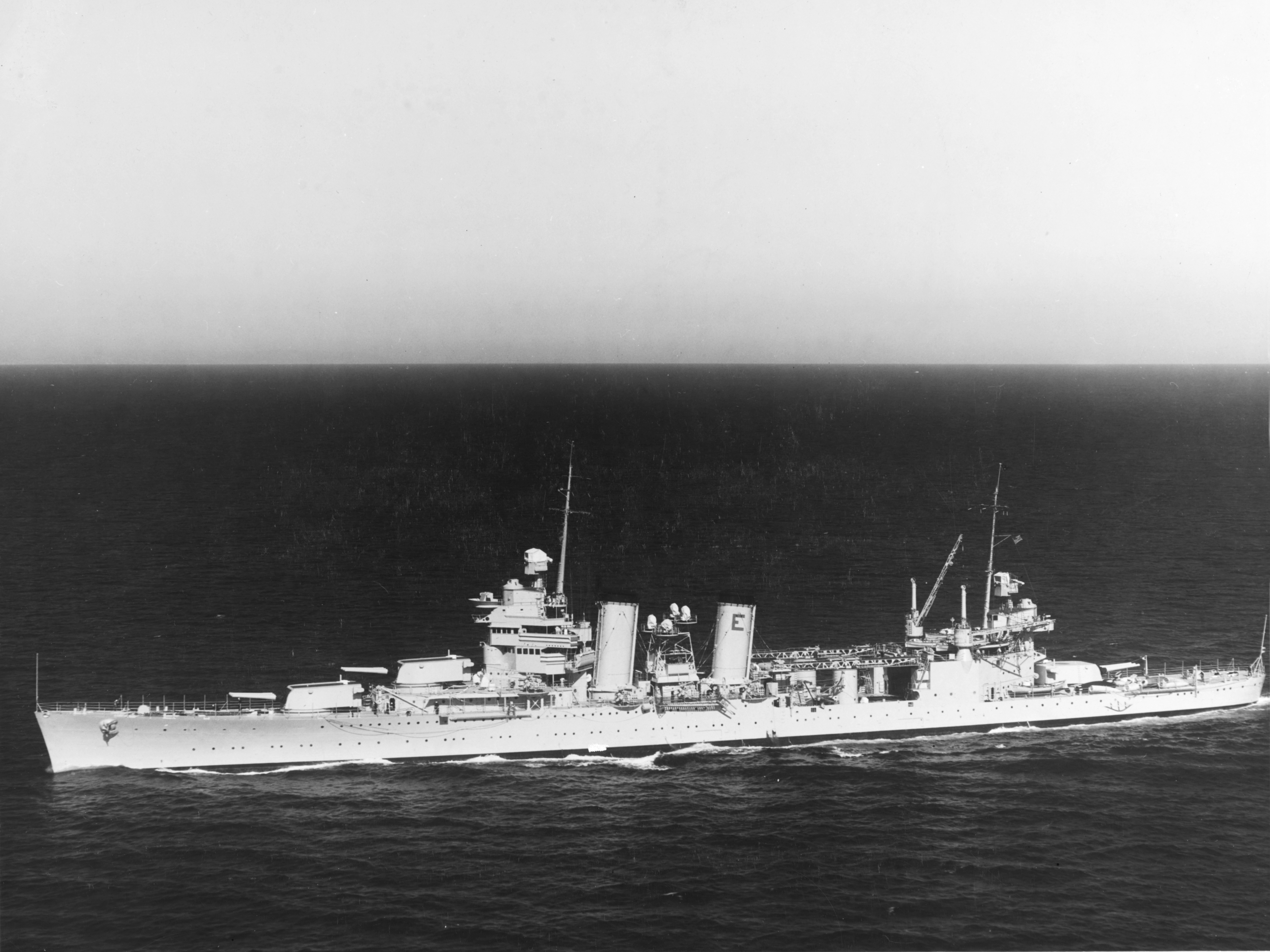
Az amerikai zászlóshajó, a New Orleans osztályú USS Minneapolis (CA-36) nehézcirkáló.
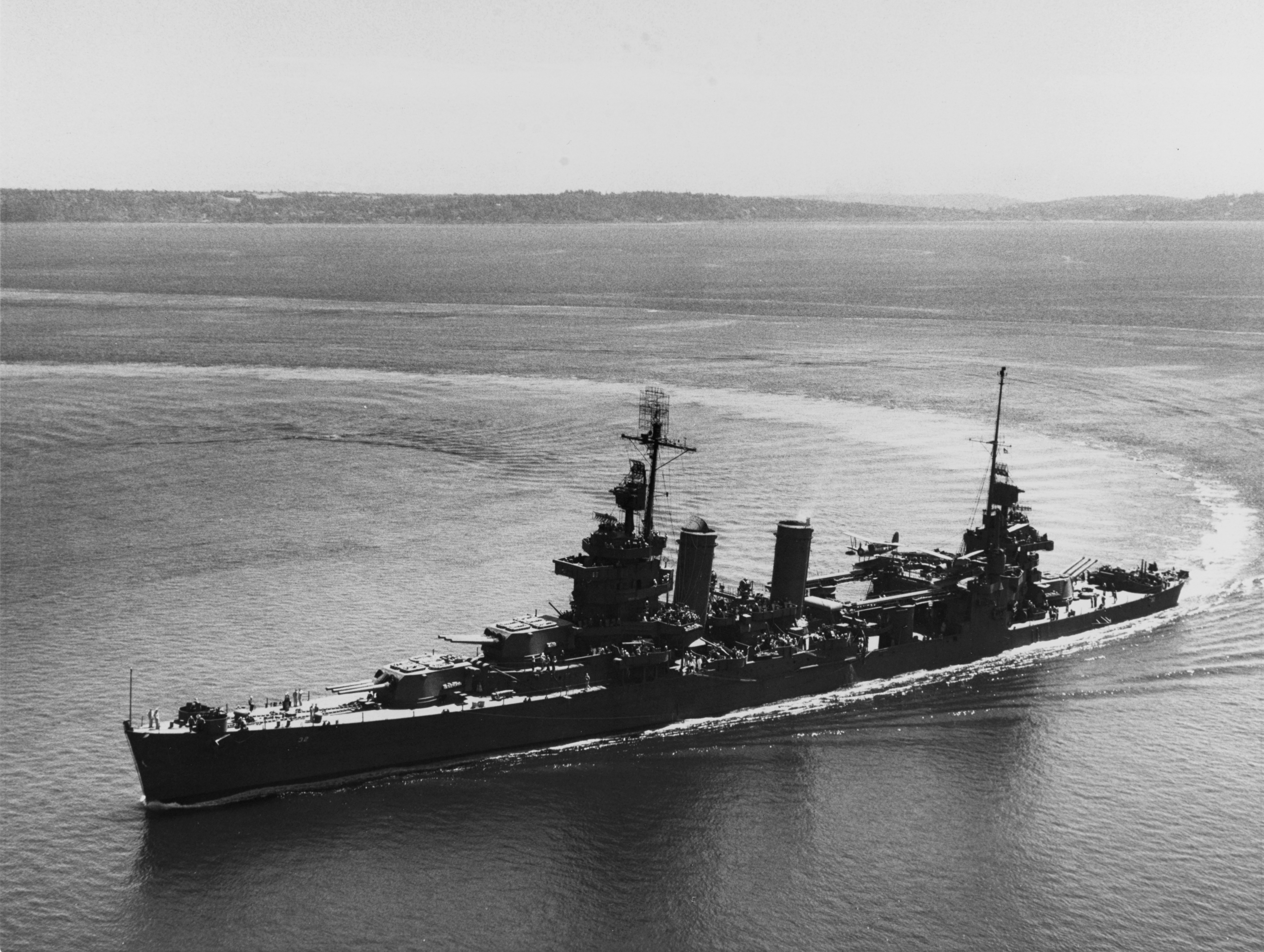
A New Orleans osztályú USS New Orleans (CA-32) nehézcirkáló 1943-ban.
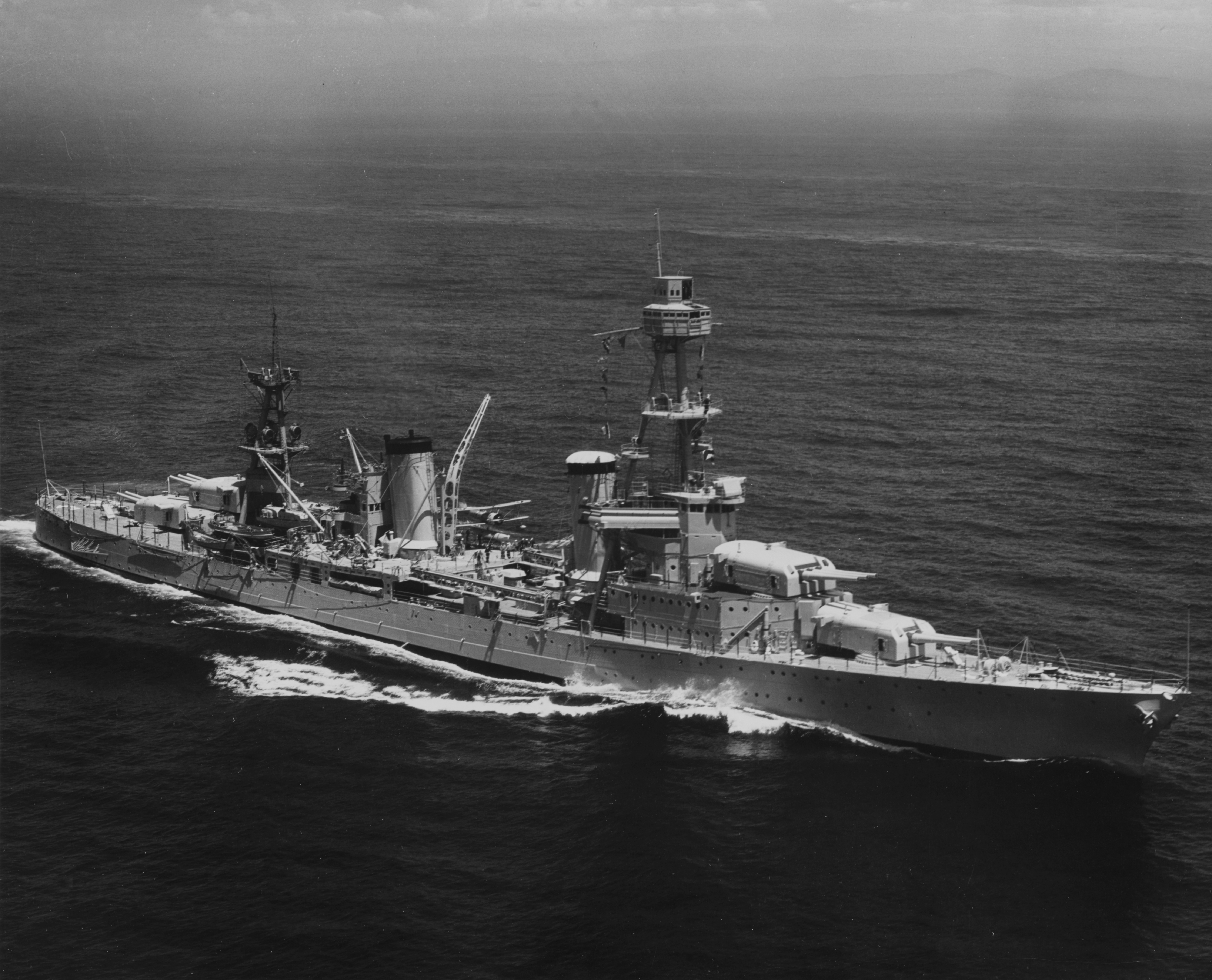
A Pensacola osztályú USS Pensacola (CA-24) nehézcirkáló 1935-ben.
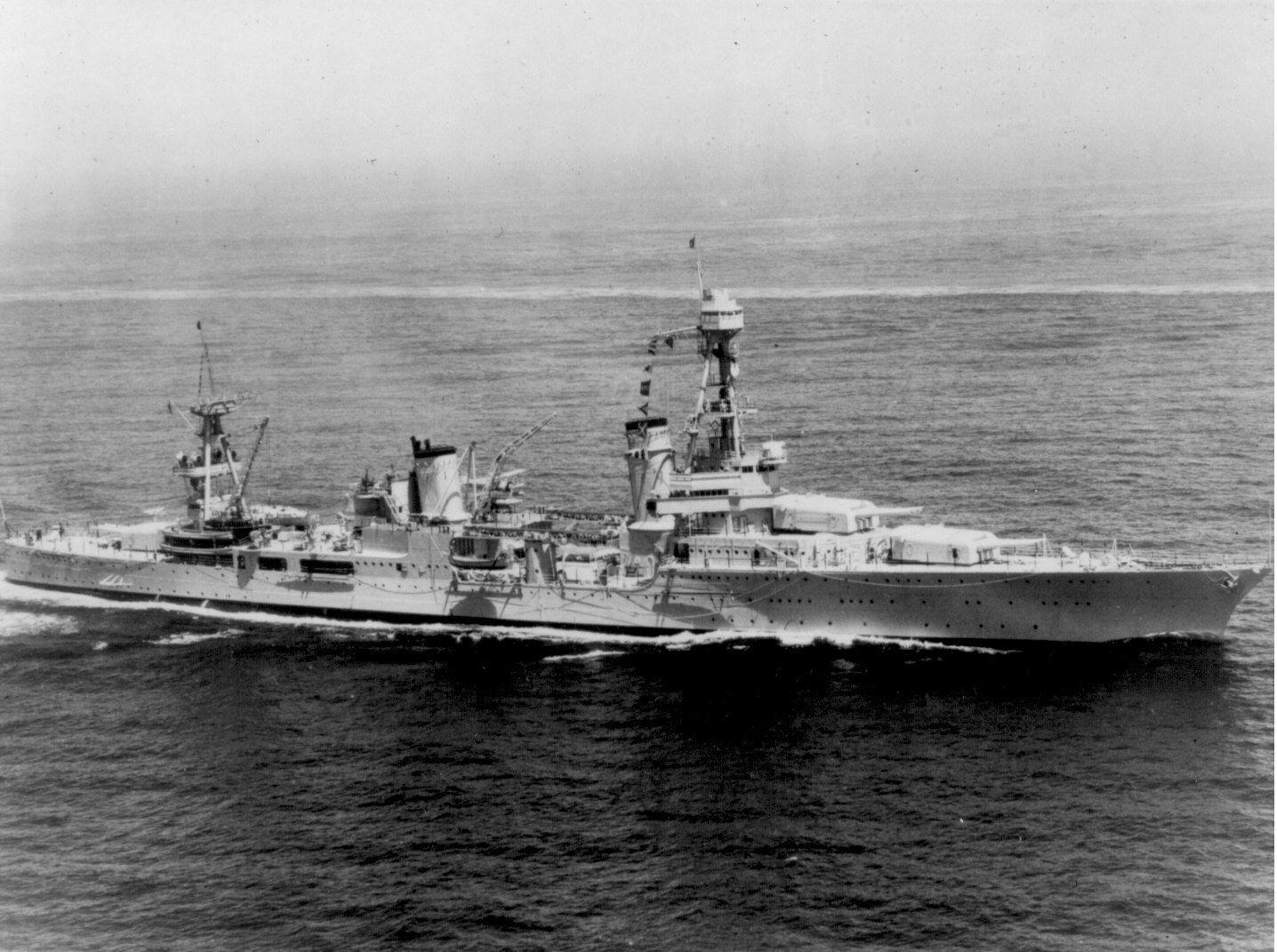
A Northampton osztályú USS Northampton (CA-26) nehézcirkáló 1935-ben.
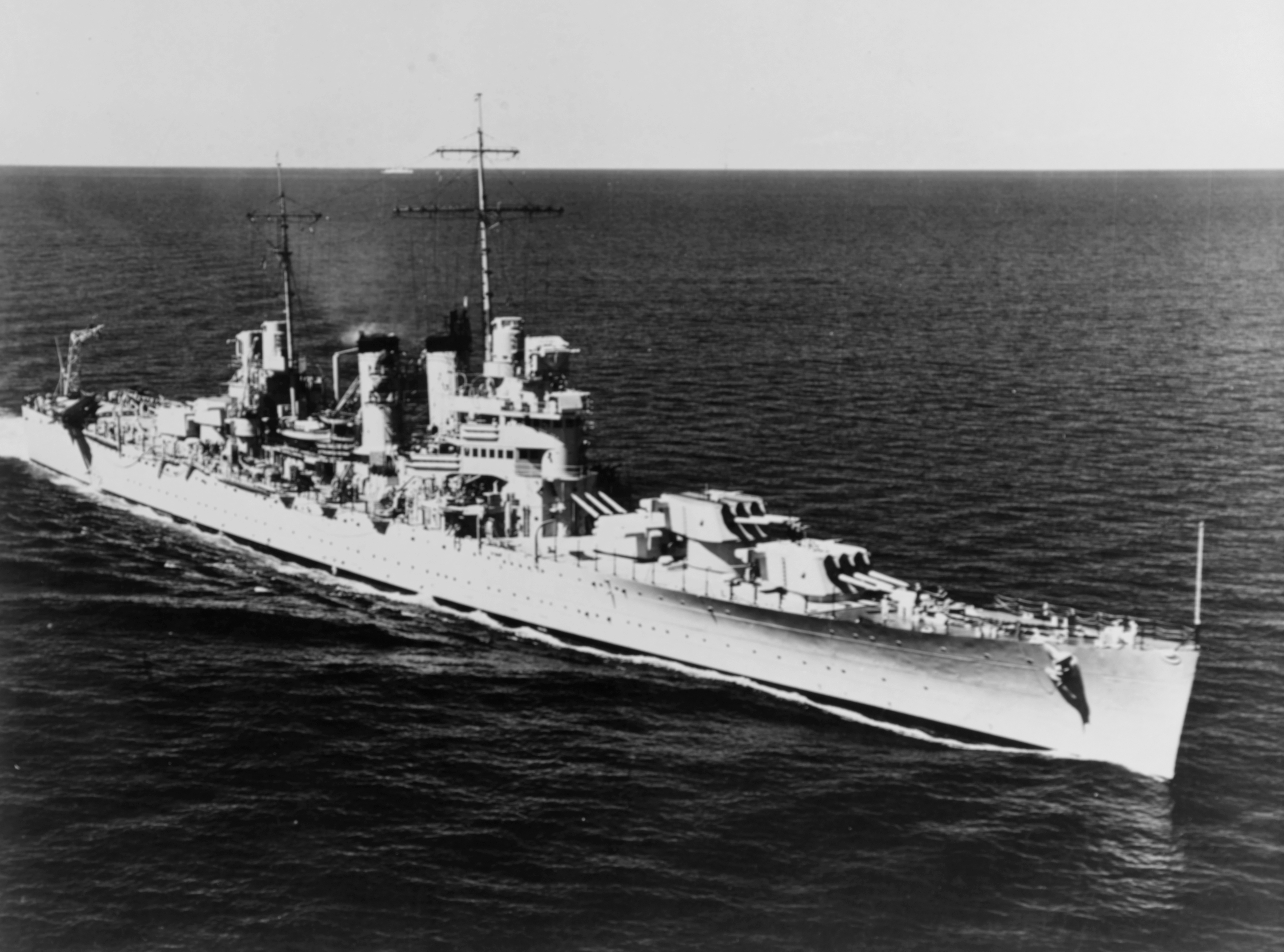
A Brooklyn osztályú USS Honululu (CL-48) nagy méretű könnyűcirkáló.
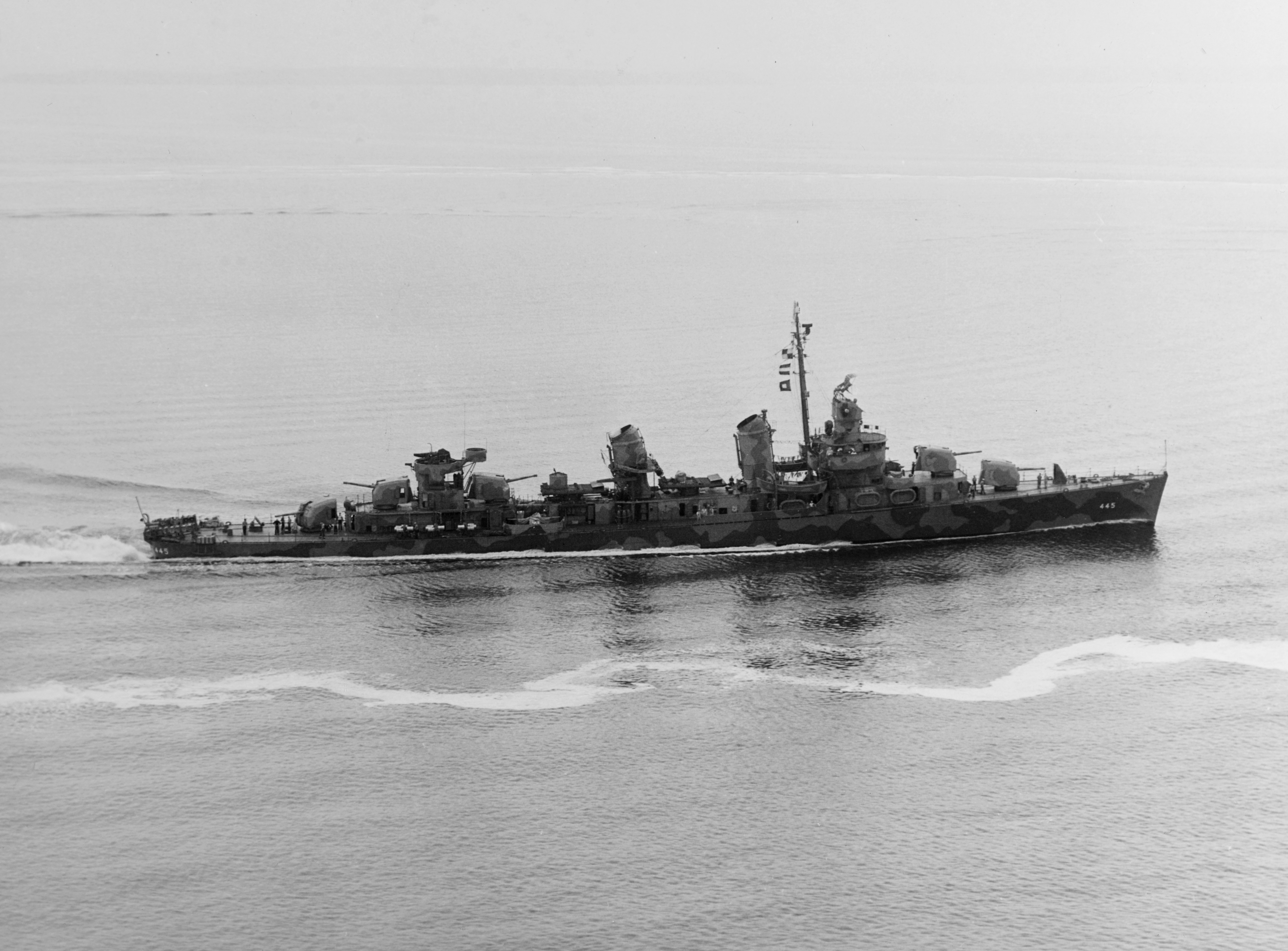
A 175 tagú Fletcher osztály névadója, a USS Fletcher (DD-445) romboló.
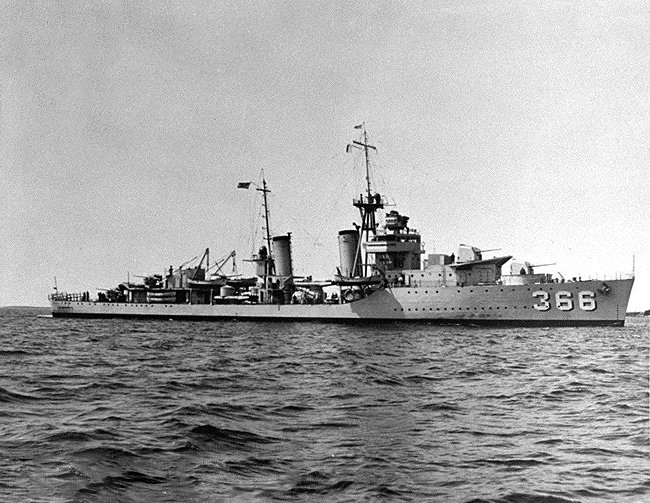
A 16 tagú Mahan osztály egyik egysége, a USS Drayton (DD-366) romboló.
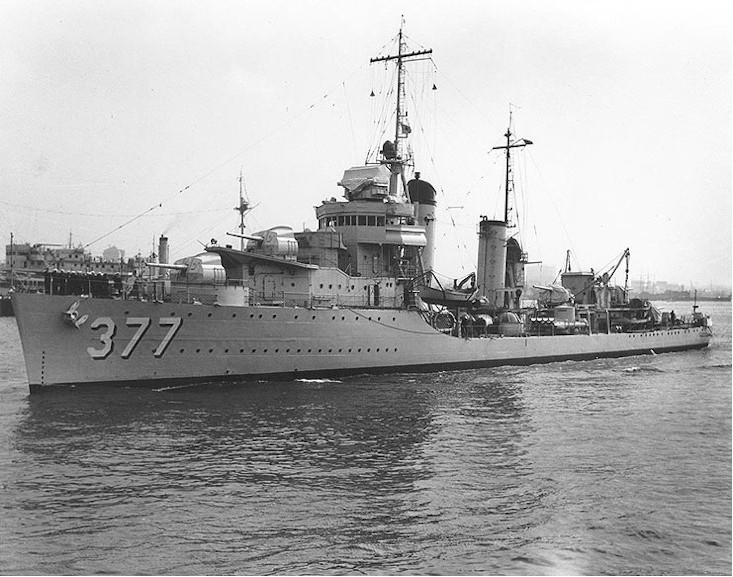
A Mahan osztályú USS Perkins (DD-377) romboló 1937-ben.
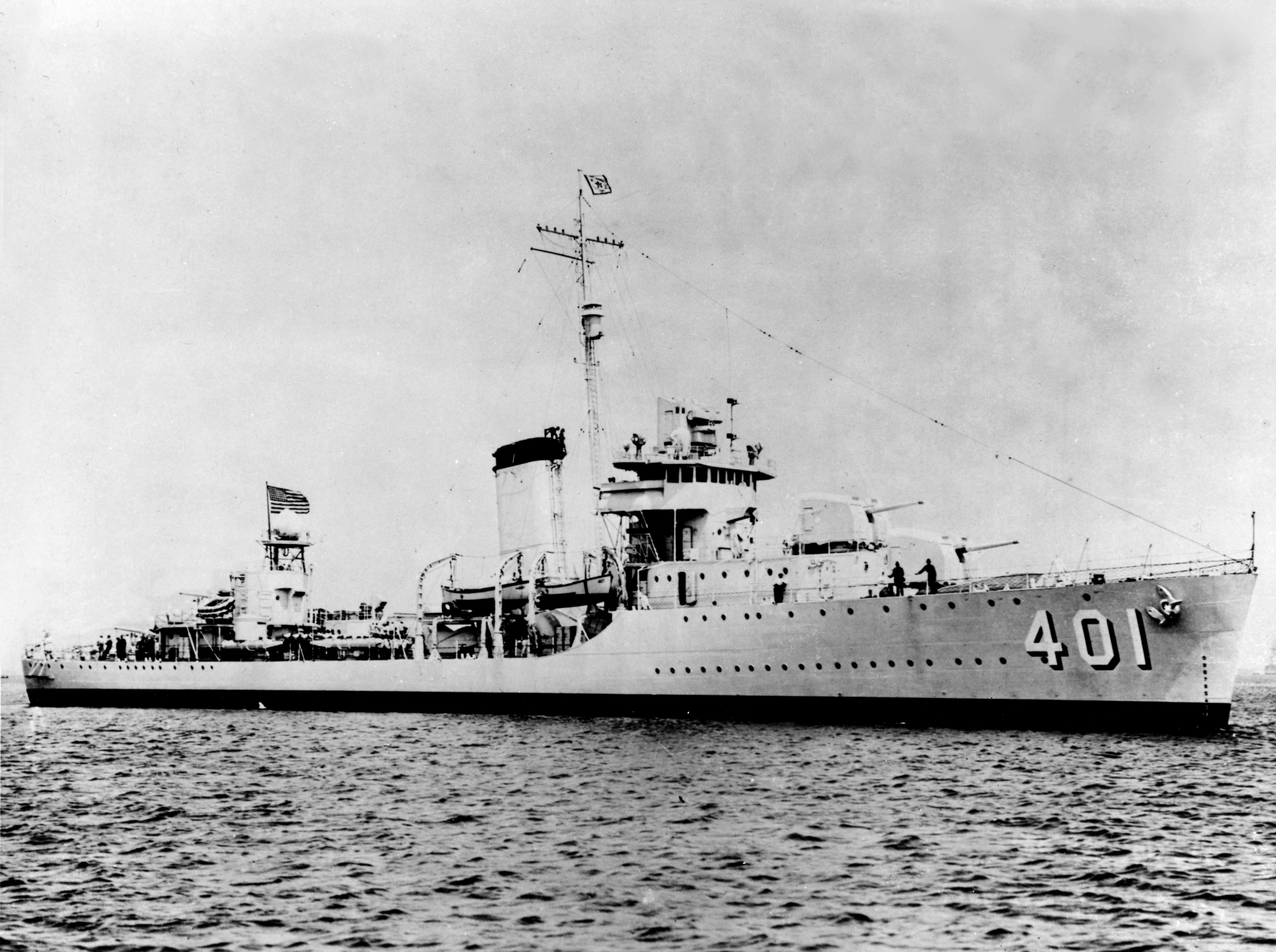
A 4 tagú Gridley osztály egyik egysége, a USS Maury (DD-401) romboló.
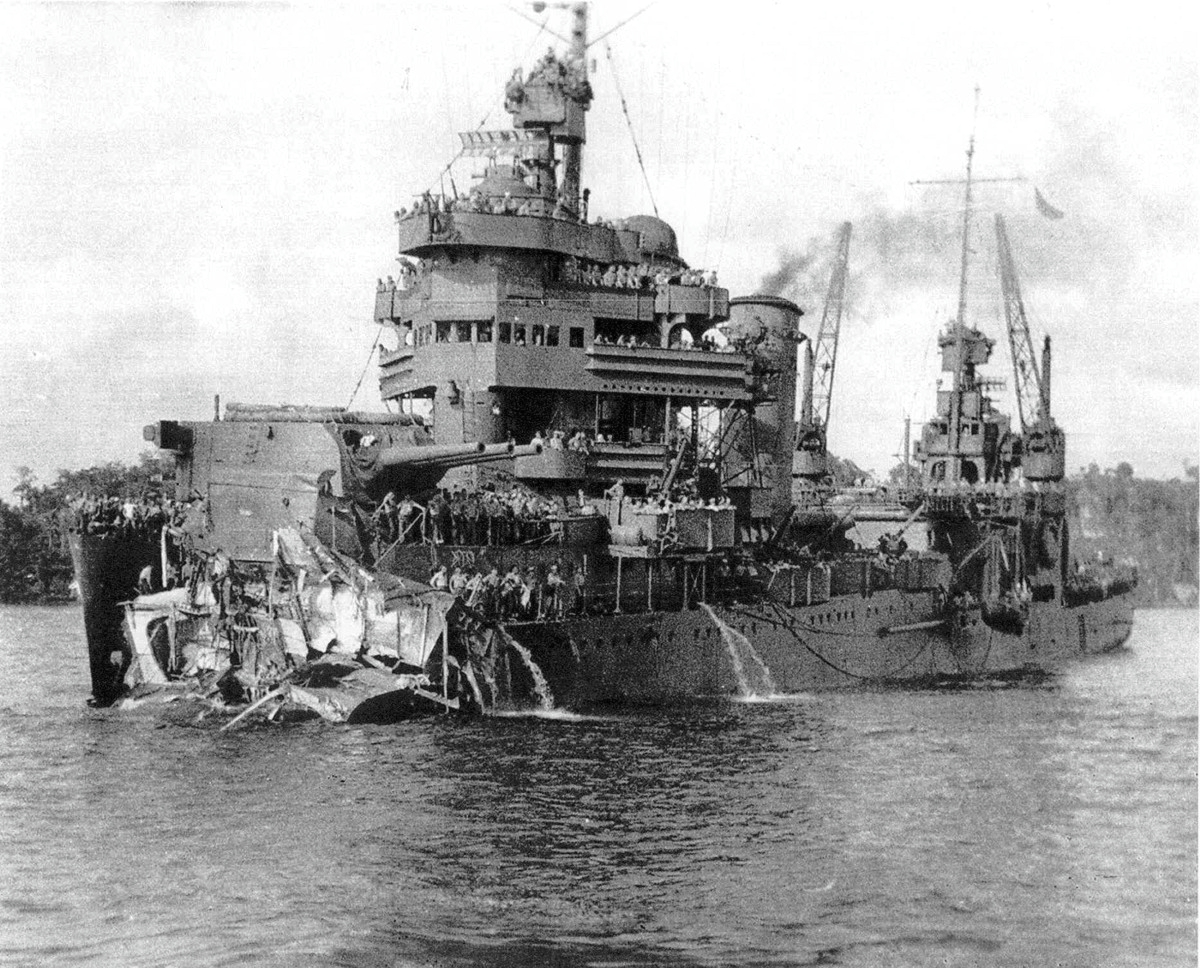
A súlyosan sérült USS New Orleans nehézcirkáló
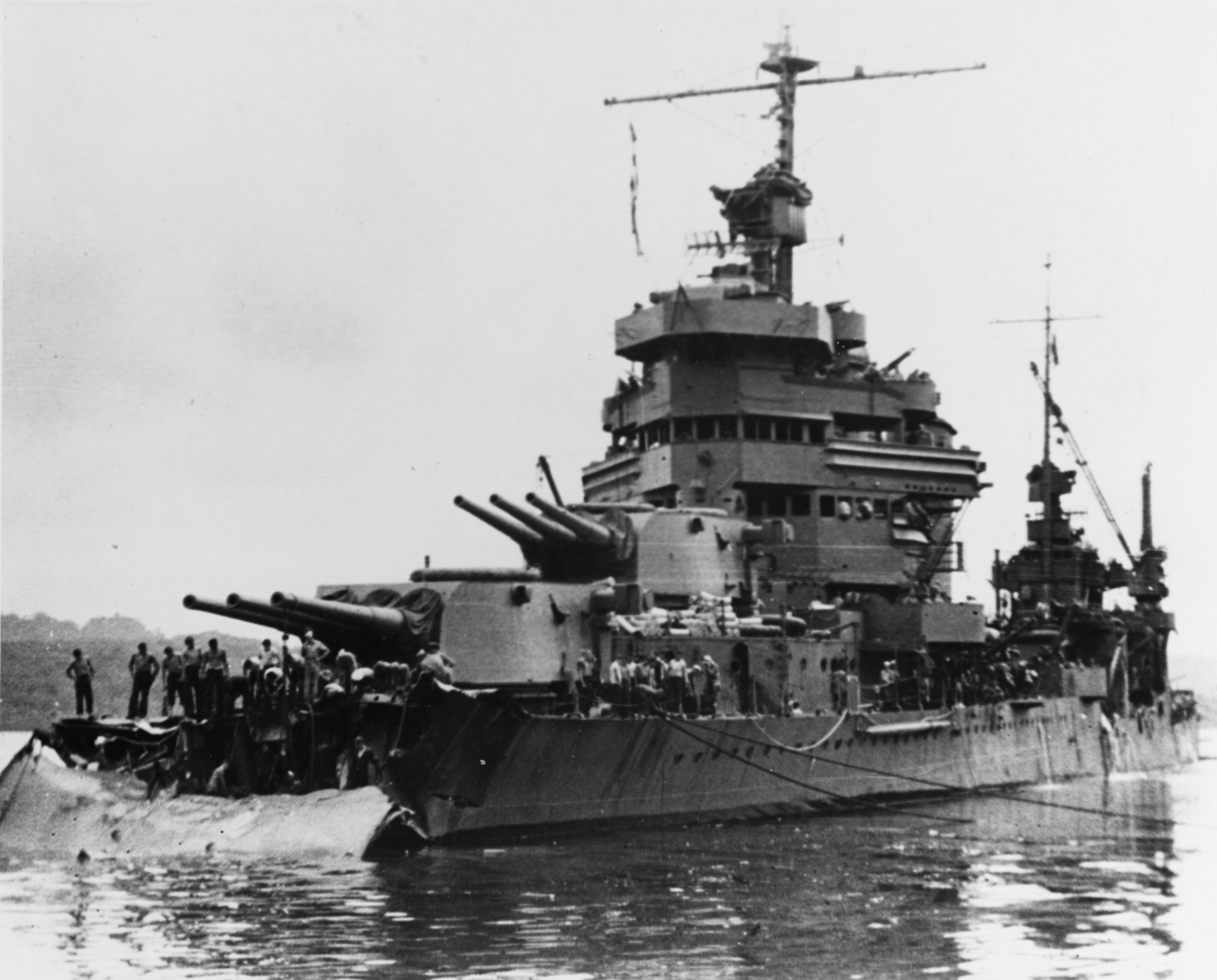
A súlyosan sérült USS Minneapolis

## Az ütközetben részt vevő japán hadihajók

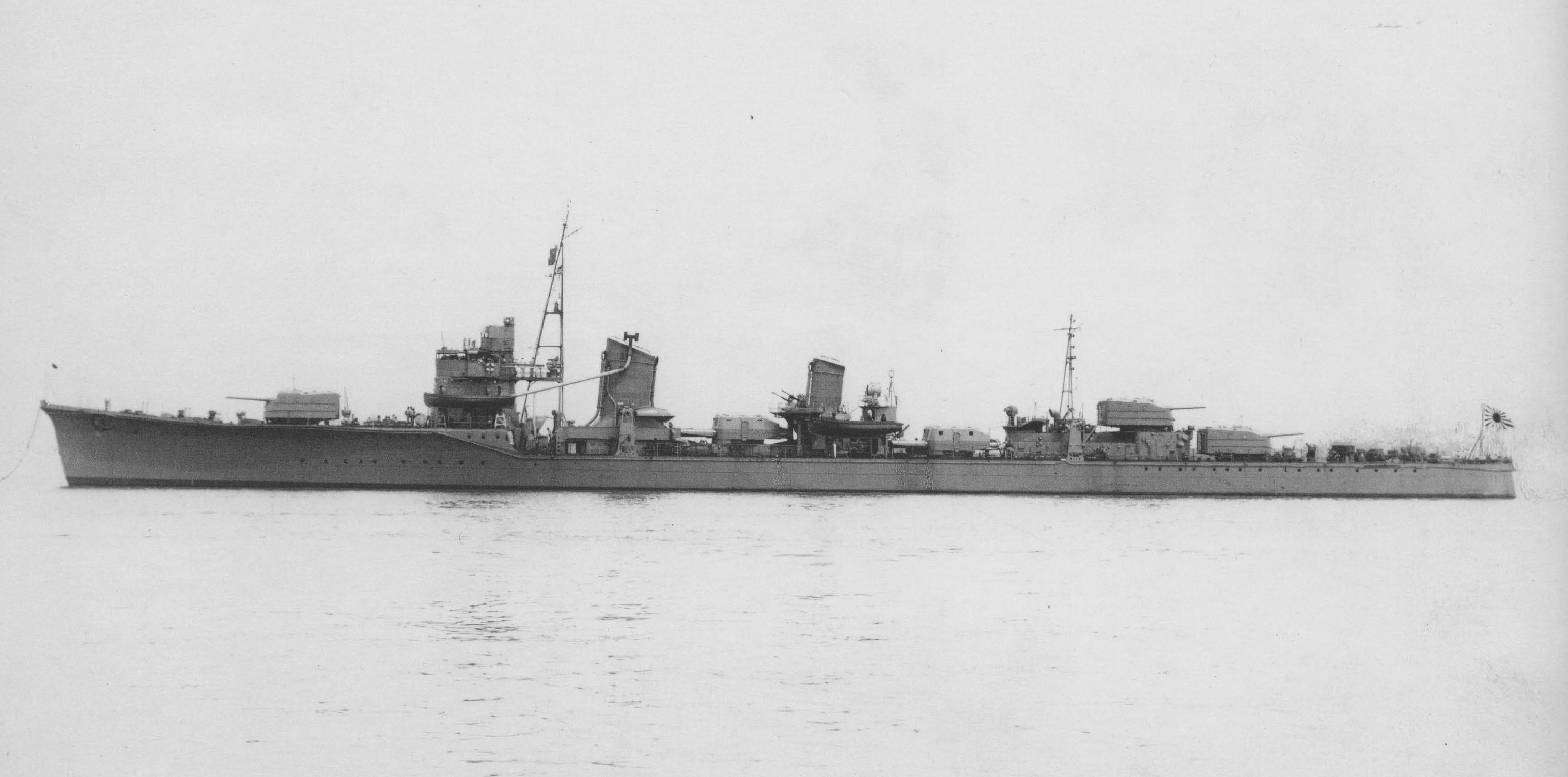
A japán zászlóshajó, a Naganami romboló. Testvérhajója, a Takanami is részt vett a csatában.
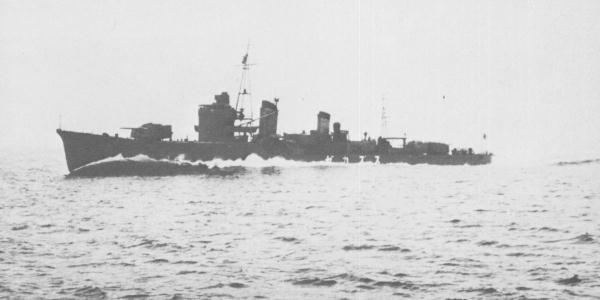
A Szuzukaze japán romboló.